# Noir et blanc
Pour les articles homonymes, voir Noir et Blanc.
 (25 septembre 2012).

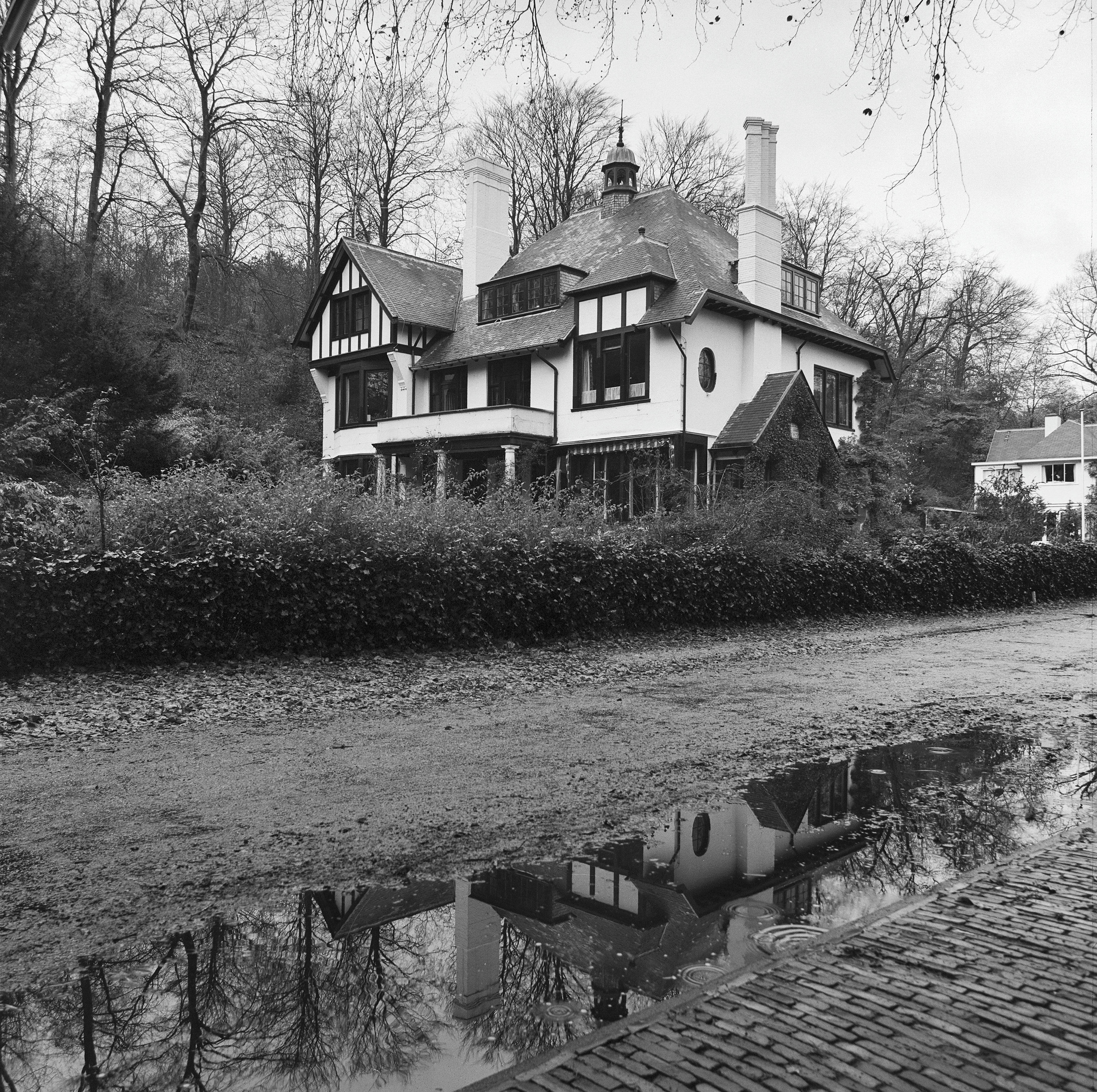
Maison néerlandaise photographiée à la fin des années 1970 sans couleurs.

L'expression « noir et blanc » (N&B) désigne des techniques dans les domaines de la photographie, du cinéma et de la télévision.
Elle peut se rapporter à :
- une image comportant outre le noir et le blanc, tous les gris intermédiaires, en niveaux de gris, le terme de grisaille est utilisé en peinture ;
- une image ne comportant que le noir utilisé comme encre sur le papier blanc, dite au trait ou litho en imprimerie, par opposition aux demi-teintes ou simili qui utilisent une trame pour obtenir, avec les mêmes moyens techniques, des gris intermédiaires.

En esthétique, « en noir et blanc » peut désigner péjorativement une représentation sans nuances.

## Colorimétrie
Le noir et le blanc sont considérés ou non comme des « couleurs » selon la discipline : imprimerie, photographie, physique, peinture, théorie de la perception.
- Un blanc, en synthèse additive, est constitué par la réunion dans une proportion particulière de toutes les longueurs d'onde du visible ; il existe autant de blancs que de températures de ce corps, le blanc « solaire » étant celui à 6 300 K. On nomme par extension blanc tout panachage de longueurs d'onde que l'œil ne peut distinguer un vrai blanc d'une température quelconque : l'œil n'est en effet sensible qu'à trois pics de longueur d'onde à partir desquelles il donne à la conscience une information de couleur.
- On nomme « noir » (également en synthèse additive) l'absence de couleur, soit de tout rayonnement visible reçu par l'œil.
- On nomme « gris » les « couleurs » jugées comme intermédiaires. Il y a en fait un très grand nombre de gris de même luminosité et de teinte distincte selon la température de couleur considérée pour le blanc de référence.

## Représentation
On parle généralement de « noir et blanc » pour des reproductions de couleurs qui ne sont pas connectées à un service de colorimétrie (maxilum en latin)[réf. souhaitée].

## Symbolique

Le Yin et le Yang.

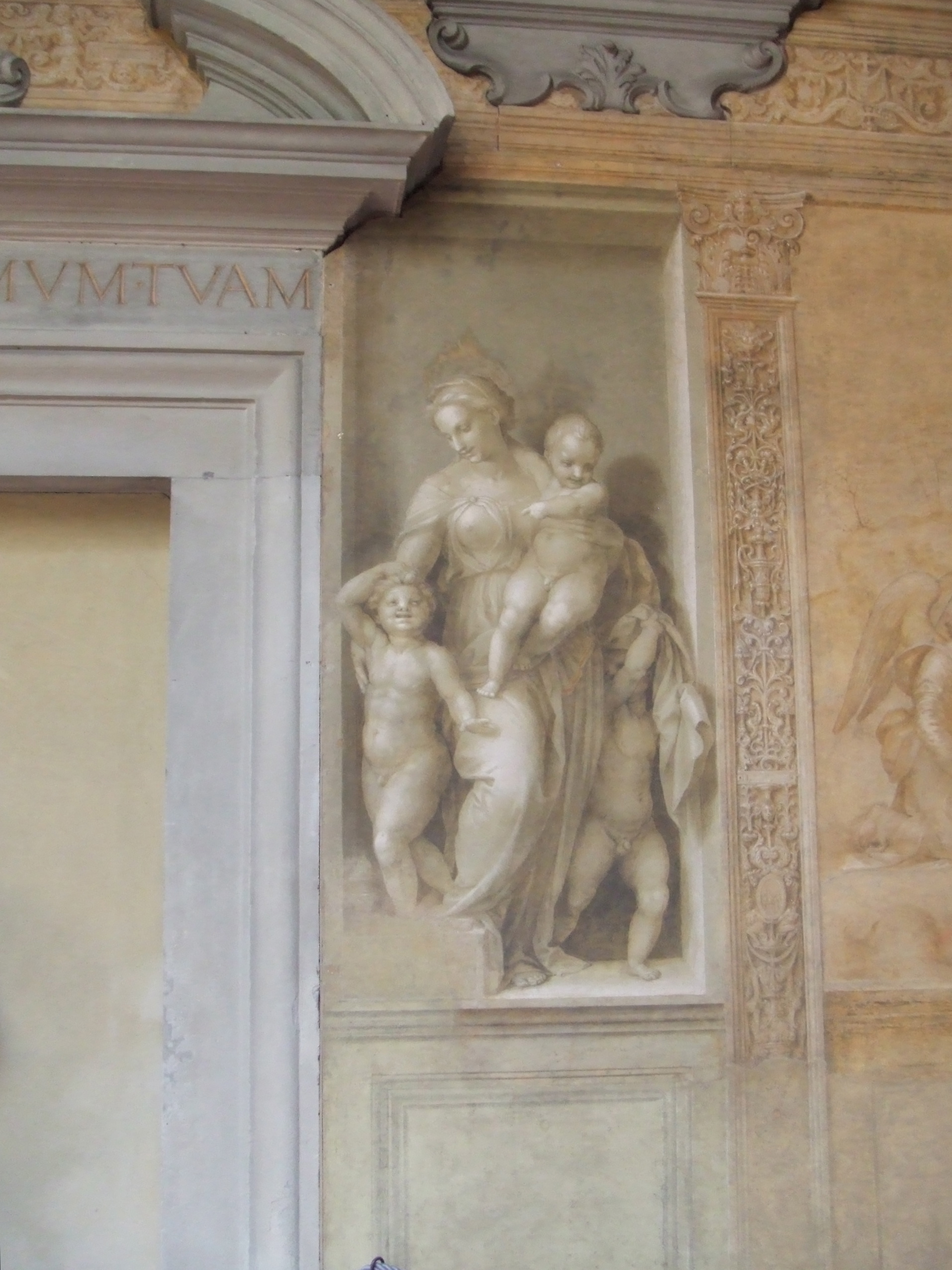
Fresque illusionniste d'Andrea del Sarto au cloître du Scalzo, Florence.

L'exemple de la conception classique du retable illustre la valeur symbolique du noir et blanc, en tant que renoncement à la couleur. Le retable est normalement fermé ; ses portes sont extérieurement décorées en grisaille. Lorsqu'on l'ouvre, à l'occasion du culte, l'intérieur forme un triptyque peint en couleurs.
Dans le concept et symbole le plus connu du noir et du blanc, le Yin et le Yang sont deux couleurs utilisées ensemble pour symboliser une complétude femme/homme, un absolu, une dualité totale, etc.
Le symbole est utilisé dans tous les aspects de la vie et de l'univers, principalement, dans la poésie et la littérature, mais surtout dans la fantasy comme principe fatidique et inévitable de l'âme sœur.
Le symbole est aussi représenté dans le tao, les pièces du jeu d'échecs, les pierres du jeu de go, etc.

## Peinture
En peinture contemporaine, le noir et le blanc permettent de donner l'impression de lumière, de créer les contrastes et peuvent représenter un temps passé, bien que les monochromes l'utilisent.
Pendant la Renaissance, les grisailles permettaient d'ébaucher les structures peintes avant leur colorisation (pour le vitrail en dessin préalable ombré, en peinture vénitienne avant l'application des glacis). Certains peintres comme Andrea del Sarto utilisaient des peintures en teintes oscillant entre le blanc et le noir pour simuler la sculpture par le trompe-l'œil.

## Photographie

### Le noir et blanc en argentique

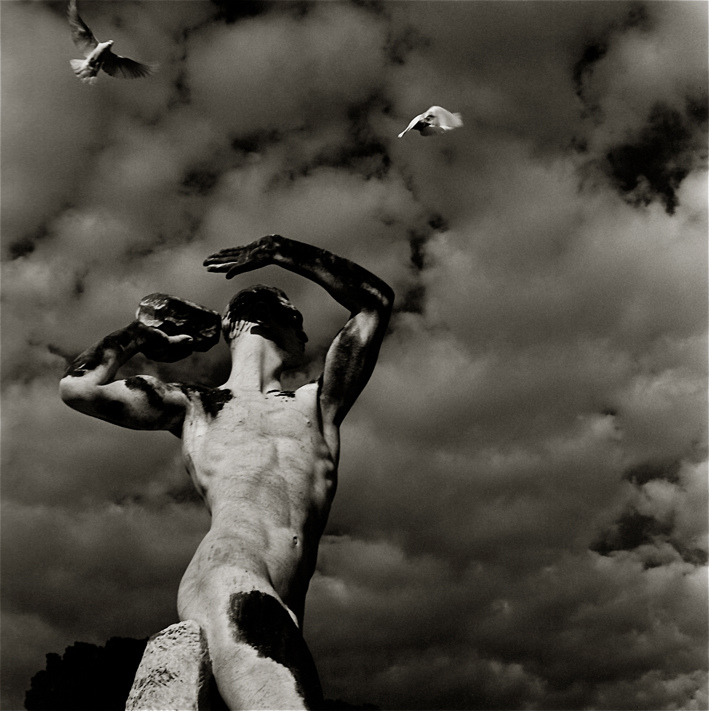
Augusto De Luca, Rome 1996.

L'invention de la photographie noir et blanc, dès la fin du XIXe siècle, a précédé l'apparition des pellicules en couleur. Cela bouleverse la perception des couleurs et perpétue la domination du noir et blanc dans le monde des images.

Bien que les premières photographies soient en noir et blanc, au XXe siècle, elles permettent aux artistes de découvrir de nouveaux effets optiques et de distinguer davantage le monde en noir et blanc de celui en couleurs. La photographie noir et blanc était considéré comme précise et fidèle au choses, tandis que la photographie en couleur était souvent perçue comme moins fiable et précise. Cette domination du noir et blanc imprègne donc les mentalités via la photographie noir et blanc.

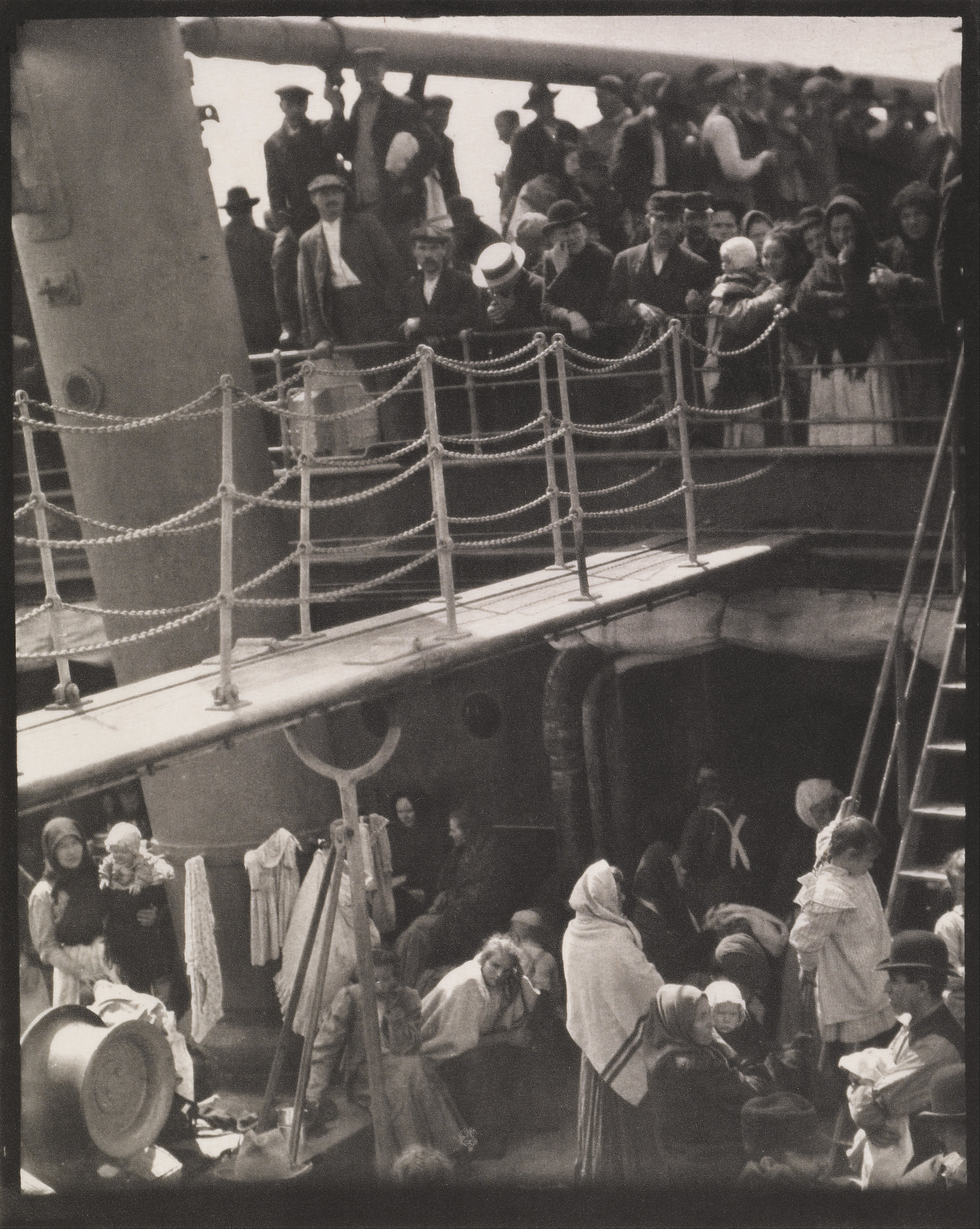
Alfred Stieglitz, L'Entrepont, photogravure, 1907

Aujourd'hui, le noir et blanc est une technique photographique souvent utilisée pour faire ressortir un fort contraste ce qui peut accentuer certains détails ou certaines parties que le photographe voudrait mettre en valeur.
L'emploi du noir et blanc est courant pour le portrait. Par exemple, le photographe Nadar a montré son aptitude à rendre le caractère d'un visage à une époque où la photographie en couleurs n'existait pas encore vraiment.
Un autre photographe, Simon Marsden, est spécialisé dans les photos de lieux « hantés », il a donc adopté la photographie en noir et blanc pour rendre ses photos plus « surnaturelles ».

### Le noir et blanc en numérique
Les appareils photo numériques permettent de prendre des photos en noir et blanc.
Ce mode donne parfois de meilleurs résultats qu'une photo couleur transformée en post-traitement sur ordinateur, car le processeur d'image optimise alors les caractéristiques de la prise de vue (meilleur rendu des bords de silhouette en particulier).

## Cinéma
De l’invention du cinéma aux années 1950, les films étaient tournés principalement en noir et blanc, bien que les pellicules couleur soient apparues au début des années 1930. Le changement d’un mode à l’autre s’est opéré progressivement pour des raisons esthétiques et économiques (les coûts baissant). Les films en noir et blanc tournés actuellement, très minoritaires, sont le fruit d’une approche esthétique et graphique.
En 1928, l'entreprise américaine Technicolor met au point un procédé de prise de vues à trois pellicules panchromatiques (noir et blanc) disposées dans une même caméra à un seul objectif, dont les photogrammes sont obtenus par filtrage trichrome. Il s'agit bien d'un procédé photographique noir et blanc, et le tirage ultérieur des copies par imbibition s'apparente plus à l'imprimerie trichrome qu'aux procédés photographiques, ce qui explique d'ailleurs l'exceptionnelle longévité qualitative des films tournés en Technicolor. Le premier film tourné avec ce nouveau procédé est Le Viking de Roy William Neill. Alors que les grands studios restent méfiants quant aux nouvelles technologies (l'apparition, la même année, du cinéma parlant suscite de leur part aussi peu d’engouement), Walt Disney signe avec Technicolor un contrat d'exclusivité de cinq ans et sort en 1932 le premier film d'animation en couleurs, Des arbres et des fleurs, dans la série des Silly Symphonies. Devant l'immense succès, ses concurrents font pression sur Technicolor pour ramener l'exclusivité à un an et se lancent à leur tour dans la production de films en couleurs, même si le procédé - encore onéreux - est réservé à des productions de prestige. En 1939, Le Magicien d’Oz utilise le passage du noir et blanc (teinté en sépia) au Technicolor pour marquer le passage de la réalité au rêve.
Alors que la tendance s'inverse, certains cinéastes ont volontairement choisi le noir et blanc de façon ponctuelle, comme Alfred Hitchcock pour Psychose (1960). Il pensait en effet que la couleur aurait un rendu trop « gore » en raison des éclaboussures de sang dans la célèbre scène de la douche,. De plus, le studio ne lui avait alloué qu’un budget modeste, sans vedette (à part Janet Leigh qui disparaît très tôt dans l'histoire) et une équipe technique restreinte. Enfin, le noir et blanc correspondait à l’atmosphère mystérieuse et effrayante qu’il cherchait à créer dans le film ; la musique du film est décrite en ces termes par son compositeur, Bernard Herrmann : « une musique en noir et blanc pour accompagner un film en noir et blanc racontant une histoire noire et blanche ».
En France où la couleur s'est imposée plus tardivement, La Belle Américaine (1961) de Robert Dhéry est en noir et blanc mais comporte une fin en couleurs, le budget ayant fini par le permettre[réf. nécessaire]. Le Gendarme de Saint-Tropez (1964) de Jean Girault est en couleurs mais débute par une introduction en noir et blanc.
If.... (1968), film britannique de Lindsay Anderson, utilise l'alternance de la couleur et du noir et blanc pour illustrer la différence entre le réel et l'imaginaire.
Le film de David Lynch, Elephant Man (1980), a été tourné en noir et blanc afin d'accentuer l'aspect dramatique du sujet tout en créant une atmosphère rappelant les films fantastiques de la Hammer.
Woody Allen a tourné plusieurs de ses films en noir et blanc dont Manhattan (1979), Broadway Danny Rose (1984), Celebrity (1998) et Ombres et Brouillard (1991).
François Truffaut a tourné son dernier film, Vivement dimanche ! (1983), en noir et blanc en hommage au film noir (alors que certains de ses films précédents l'avaient été pour des contraintes budgétaires). Parmi les autres réalisateurs français ayant volontairement choisi le noir et blanc, on peut citer Leos Carax (Boy Meets Girl), Luc Besson (Le Dernier Combat, Angel-A)...
En 1992, le noir et blanc accentue le côté (faux) documentaire de C'est arrivé près de chez vous de Rémy Belvaux et Benoît Poelvoorde.
Steven Spielberg a déclaré qu’il était impossible de montrer l’horreur de l’Holocauste en couleurs, car tout ce qu’il en avait vu, au travers des documents d’archive, était toujours en noir et blanc : voilà pourquoi il a choisi de tourner La Liste de Schindler (1993) en noir et blanc.
Tim Burton a opté pour le noir et blanc pour réaliser Ed Wood (1994), biopic d'un réalisateur de séries Z (la plupart en noir et blanc).
Sin City (2005) est en noir et blanc pour des raisons esthétiques et artistiques et parce que le film rend hommage aux bandes dessinées en noir et blanc dont il est tiré. Quelques touches de couleur sont toutefois présentes, comme le rouge (le symbole du sang, de l’amour, de la passion et de l’érotisme), le vert (symbole du hasard et de la liberté), et le jaune (représentant la trahison, la richesse et la haine).
The Artist (2011), film français muet et en noir et blanc, a obtenu plus de 100 récompenses, remportant notamment trois Golden Globes, sept BAFTAs, six César, un Goya et cinq Oscars.
En 2013, Alexander Payne choisit le noir et blanc comme vecteur de son film Nebraska. Ce choix purement esthétique est justifié par le producteur Albert Berger qui le qualifie d'« emblématique ». Il existe du reste une version en couleurs, exigée par le distributeur Paramount Vantage pour des sorties postérieures, au sujet de laquelle le cinéaste a émis le souhait qu'elle ne soit « jamais vue par personne ».
A contrario, Henri Verneuil s'est félicité de la post-colorisation de plusieurs de ses films dont La Vache et le prisonnier, expliquant qu'il les aurait tournés alors en couleurs s'il avait disposé du budget et des moyens techniques.
En 2016, Mad Max: Fury Road ressort en Blu-ray et DVD en une édition noir et blanc. le réalisateur George Miller déclare qu'il avait voulu dès le départ tourner ce film en noir et blanc, mais qu'il avait été tourné en couleurs par décision des producteurs.

## Télévision
Comme pour la photographie et pour les mêmes raisons (technique et maîtrise de rendus), le noir et blanc en télévision précéda, du début des années 1950 au milieu des années 1960, la couleur. Le prix des appareils de reproduction en couleurs aurait dissuadé trop d'acheteurs pour permettre d'espérer l'essor de ce nouveau media.
La relative simplicité du noir et blanc, tant du point de vue technique que de celui de la perception, a permis des expérimentations qui ont participé à la notoriété de réalisateurs comme Jean-Christophe Averty.
On a continué à utiliser par la suite le noir et blanc en vidéographie, en vidéo d’auteur ou d’amateur notamment et comme effet télévisuel.

## Vision en noir et blanc

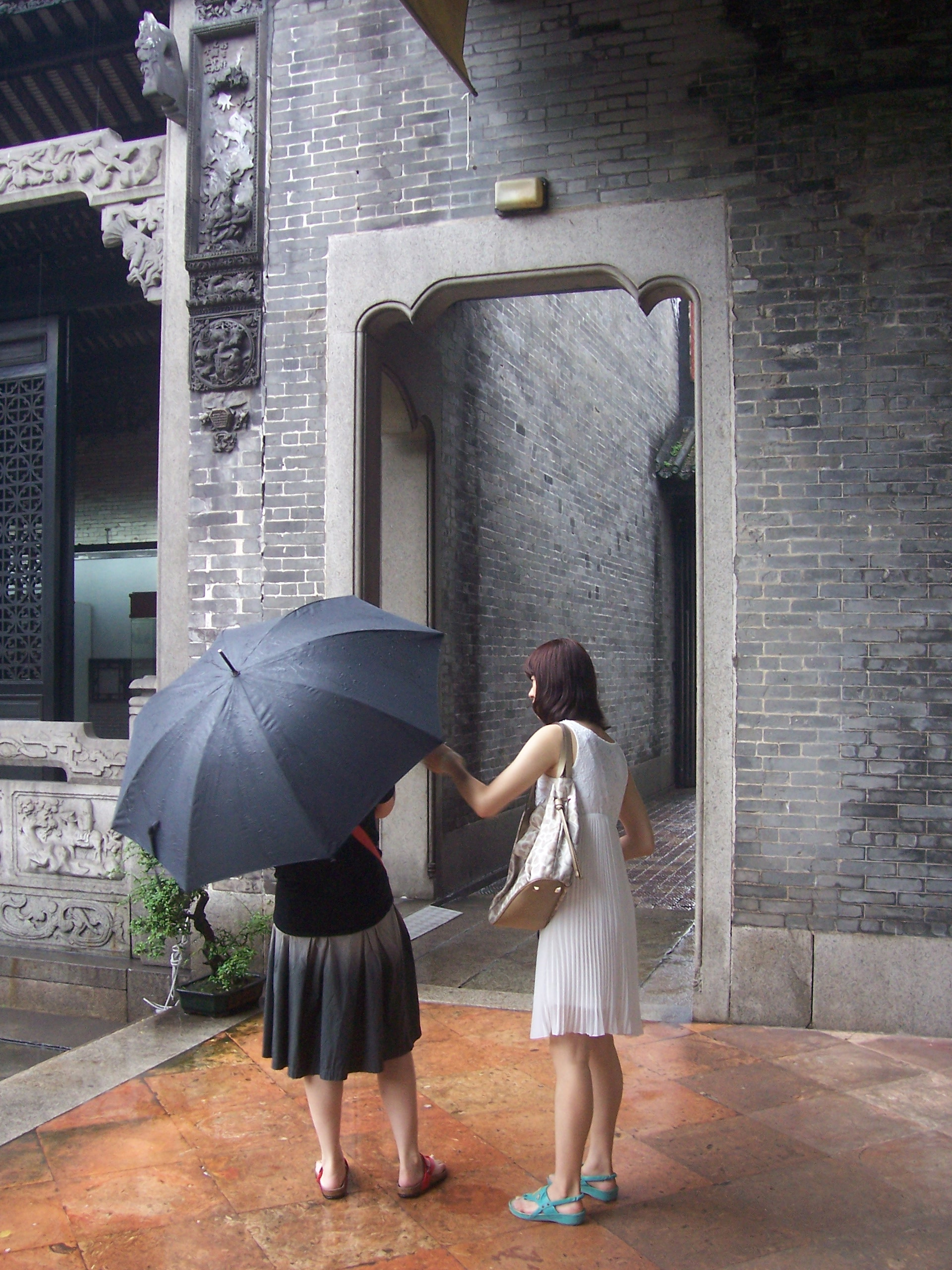
Deux femmes, une habillée en noir, l'autre en blanc, au temple du clan Chen à Canton.

Les personnes atteintes d'achromatopsie n'ont aucune vision des couleurs. Leur vision provient essentiellement des bâtonnets, alors que les cônes ne fonctionnent pas. Leur vision est donc en nuances de gris. Les photographies en noir et blanc ou le cinéma en noir et blanc donnent une bonne approximation de leur vision.